# Steltlopers

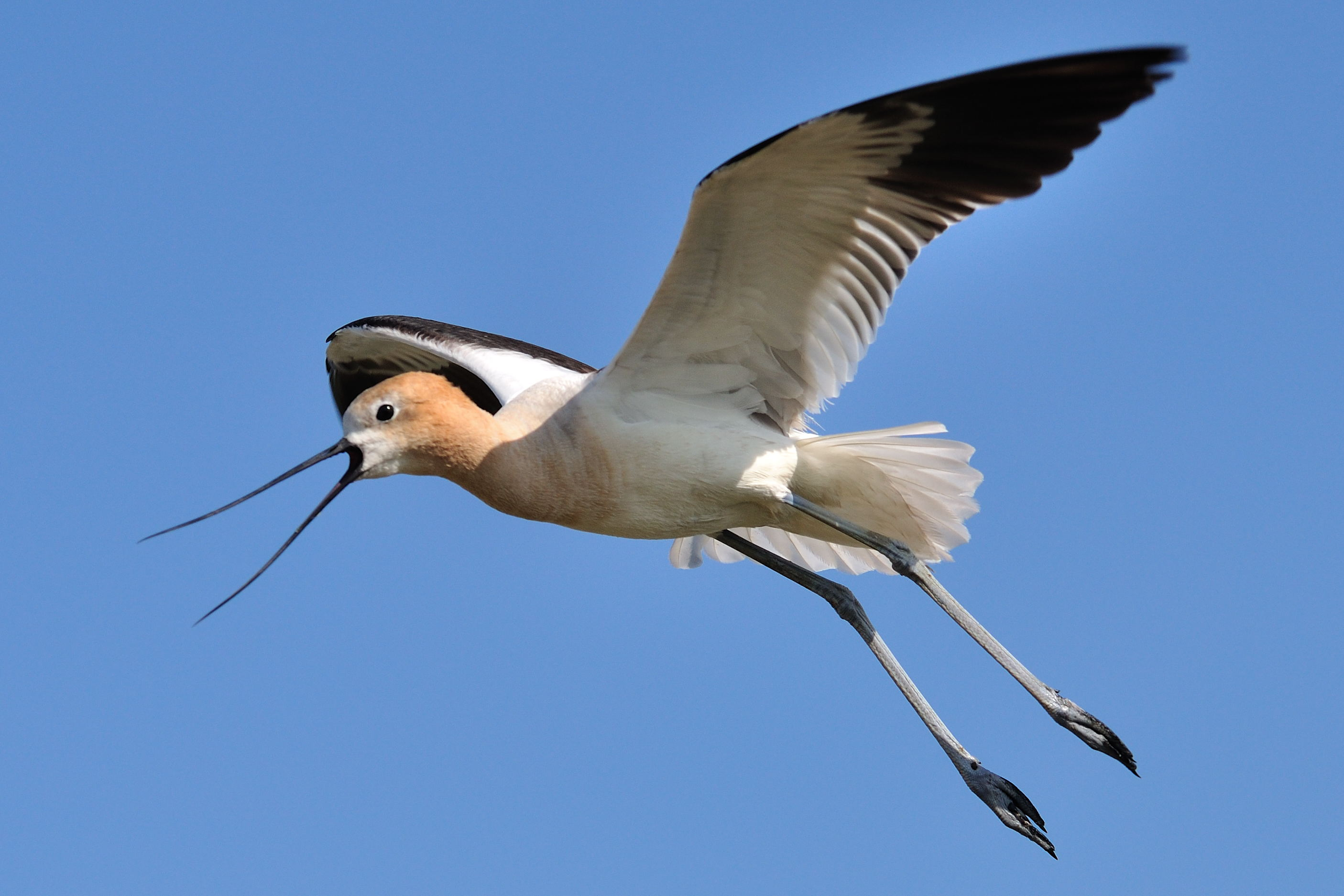
Amerikaanse kluut

De steltlopers is een verzamelnaam van verscheidene vogelfamilies, behorende tot de orde der steltloperachtigen, in het gewone taalgebruik kan de term ook wel gebruikt worden voor vogels uit de ooievaarachtigen en de kraanvogelachtigen. Vogels die steltlopers worden genoemd zijn onder andere de jacana's, scholeksters, kluten, grielen, plevieren (waaronder de kievit), strandlopers (waaronder grutto, wulp en houtsnip) en vorkstaartplevieren. De term steltlopers is niet van toepassing op alle steltloperachtigen: de meeuwen, sterns, jagers en alken behoren wel tot de steltloperachtigen, maar zijn geen steltlopers.
Steltlopers hebben, zoals de naam al zegt, lange poten. Ze leven meestal in de omgeving van water. Tijdens de trek en in de winter komen ze vaak voor in dichte groepen op moddervlakten. 
Ze foerageren op insecten, wormen, weekdieren en kreeftachtigen; soms ook op plantaardig materiaal, kleine visjes, etc. Veel steltlopers hebben daarom een aangepaste snavel. Ze kunnen, zelfs met een dichte snavel, de uiteinden enigszins als een pincet opensperren. Bovendien is bij deze soorten de snavelpunt bezet met kleine tastlichaampjes. Deze dienen om bij het onderzoek van de bodem prooi op te sporen.